# Винделн (община)
Община Винделн (на шведски: Vindelns kommun) е разположена в лен Вестерботен, северна Швеция с обща площ 2867 km2 и население 5344 души (към 31 декември 2013). Административен център на община Винделн е едноименния град Винделн.